# محافظه القری
محافظه القری (به عربی: محافظة القرى) یک منطقهٔ مسکونی در عربستان سعودی است که در استان باحه واقع شده‌است.